# Spet/Round and Round
"Spet/Round and Round" je píseň slovinské zpěvačky Tinkary Kovač, se kterou bude reprezentovat Slovinsko na Eurovision Song Contest 2014.
Píseň byla vybrána 8. března 2014 ve slovinském národním výběru EMA 2014, a proto bude reprezentovat svou zemi na mezinárodní pěvecké soutěži Eurovision Song Contest 2014, která se bude konat v dánské Kodani. V názvu písně se objevuje slovinské slovo Spet, což v překladu znamená Znovu.
Hudbu napsal slovinský zpěvák, skladatel a producent Raay. Text sloužili Tinkara Kovač, Hannah Mancini a Tina Piš. Slova k písni lze najít zde.
Hannah Mancini se již v minulosti Eurovision Song Contest účastnila, když na Eurovision Song Contest 2013 reprezentovala Slovinsko s písní "Straight Into Love".
Videoklip byl natočen v přístavu Koper, na pobřeží Jaderského moře ve Slovinsku.